# Ганне Еріксен
Ганне Еріксен (дан. Hanne Eriksen, 20 вересня 1960) — данська академічна веслувальниця.
Бронзова призерка Олімпійських Ігор 1984 року в складі парної четвірки зі стерновою.